# Ixodes ariadnae
Espèce
Ixodes ariadnae est une espèce de tiques de la famille des Ixodidae.

## Hôtes
Cette tique a été trouvée chez le Murin d'Alcathoé (Myotis alcathoe), le Petit Murin (M. blythii) et l'Oreillard roux (Plecotus auritus).

## Distribution
Cette espèce est décrite de Hongrie.